# Société de gestion
Une société de gestion (ou société de gestion de portefeuille) est une société qui gère des actifs, souvent pour compte de tiers. 

## Autorité de tutelle
En France, les sociétés de gestion sont placées sous la tutelle de l'Autorité des marchés financiers, dont l'acronyme est AMF.
L’AMF agrée et suit les sociétés de gestion de portefeuille. Ce sont des entreprises d’investissement qui exercent à titre principal une activité de gestion sous mandat ou qui exercent une activité de gestion collective.
- La gestion de portefeuille pour le compte de tiers (ou gestion sous mandat) consiste à gérer des portefeuilles individuels d’instruments financiers pour le compte de clients, qu’il s’agisse par exemple de clients particuliers ou d’investisseurs institutionnels. Un mandat de gestion est conclu entre la société de gestion et son client.
- La gestion collective ou gestion de placements collectifs (en particulier OPCVM ou FIA) consiste schématiquement à gérer des portefeuilles collectifs. Un placement collectif est constitué des sommes mises en commun par des investisseurs et gérées pour leur compte par un gestionnaire de portefeuille. Ce dernier utilise ces sommes pour acquérir des instruments financiers, par exemple des actions ou des obligations en fonction de ses objectifs. Des parts ou des actions représentant une quote-part de l’avoir du placement collectif sont émises, en contrepartie des sommes versées dans le placement collectif.

## Gestion
Les sociétés de gestion font des « actes de gestion » qui consistent à investir ou désinvestir dans des actifs financiers et d'autres activités. Les sociétés de gestion ont un agrément qui leur permet d'investir dans certains types de produits financiers. Les fonds commercialisés peuvent être des fonds "Actions", Fixed Income (obligations), des fonds de fonds, etc.
Il faut également prendre en compte les univers d'investissement définis dans le prospectus de chaque produits proposés par la société de gestion. Par exemple on peut distinguer un fonds Actions Zone Euro qui doit respecter des ratios de placement de ses actifs dans des sociétés européennes de la zone euro d'un fonds Actions US qui lui doit viser des placements aux États-Unis.

## Opérations
Dans le cas de la gestion de portefeuille ou de fonds (OPCVM), la société de gestion peut déléguer une partie de l'activité, comme la gestion administrative et comptable ou la gestion financière, mais cette délégation doit être signalée dans les prospectus destinés aux clients et à l'entreprise.

## Distribution
Les sociétés de gestion d’actifs peuvent distribuer leurs produits d’investissement, tels que les OPCVM ou les FIA, par différents canaux : distribution directe (en interne), réseaux bancaires, plateformes d’assurance-vie ou par l’intermédiaire de distributeurs tiers, appelés Tierce Partie Marketeurs (TPM). Ces derniers jouent un rôle d’intermédiaires entre les sociétés de gestion et les conseillers financiers, notamment les Conseillers en Gestion de Patrimoine Indépendants (CGPI).
Ce modèle de distribution est cependant régulièrement remis en question par les évolutions du cadre réglementaire européen, notamment dans le cadre de la directive MiFID II (Markets in Financial Instruments Directive). Celle-ci encadre strictement les rémunérations perçues par les distributeurs afin de prévenir les conflits d’intérêts, en particulier lorsqu’ils perçoivent des rétrocessions de la part des sociétés de gestion. Les CGPI, tenus à une obligation d'indépendance s’ils se déclarent comme tels, ne peuvent en principe percevoir ces commissions sans enfreindre la réglementation.
Dans ce contexte, une note d’information du Parlement européen a récemment suggéré une limitation, voire une interdiction, du recours à des TPM pour commercialiser des produits financiers auprès des CGPI. Cette orientation vise à renforcer la transparence des frais pour les investisseurs finaux et à encourager des pratiques de distribution plus alignées avec l’intérêt des clients. Si cette recommandation venait à être transposée dans le droit européen, elle pourrait profondément transformer les stratégies de distribution des sociétés de gestion, en réduisant le recours aux intermédiaires non liés directement à la structure du produit.